# Wilder (Idaho)
Wilder is een plaats (city) in de Amerikaanse staat Idaho, en valt bestuurlijk gezien onder Canyon County.

## Demografie
Bij de volkstelling in 2000 werd het aantal inwoners vastgesteld op 1462.
In 2006 is het aantal inwoners door het United States Census Bureau geschat op 1453, een daling van 9 (-0,6%).

## Geografie
Volgens het United States Census Bureau beslaat de plaats een oppervlakte van
1,0 km², geheel bestaande uit land. Wilder ligt op ongeveer 740 m boven zeeniveau.

## Plaatsen in de nabije omgeving
De onderstaande figuur toont nabijgelegen plaatsen in een straal van 20 km rond Wilder.